# Stephen Friel Nuckolls

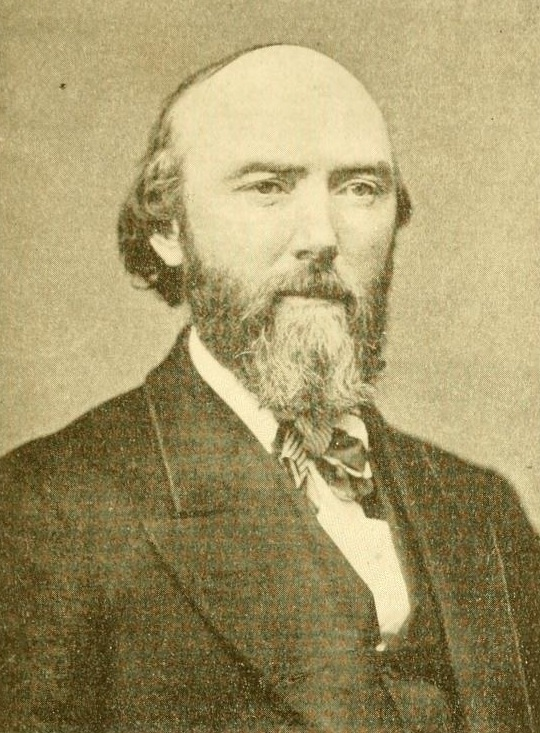
Stephen Friel Nuckolls

Stephen Friel Nuckolls (* 16. August 1825 im Grayson County, Virginia; † 14. Februar 1879 in Salt Lake City, Utah) war ein US-amerikanischer Politiker. Zwischen 1869 und 1871 vertrat er das Wyoming-Territorium im US-Repräsentantenhaus.

## Frühe Jahre
Stephen Nuckolls besuchte die öffentlichen Schulen seiner Heimat. Im Jahr 1846 zog er nach Linden in Missouri. Dort war er zwischen 1847 und 1853 im Handel tätig. Im Jahr 1854 zog er in das Nebraska-Territorium, wo er die Stadt Nebraska City gründete, in der er einige lokale Verwaltungsämter ausübte. 1855 gründete er auch die Platte Valley Bank. Im Jahr 1859 war Nuckolls Abgeordneter im territorialen Repräsentantenhaus. 1860 zog er in das Colorado-Territorium, wo er sich im Bergbau und dem Bankgeschäft engagierte. Über eine Zwischenstation in New York City gelangte Nuckolls 1867 nach Cheyenne, das damals noch Teil des Dakota-Territoriums war. Dort war er wieder im Handel tätig.

## Politische Laufbahn
Stephen Nuckolls wurde Mitglied der Demokratischen Partei. Nach der Gründung des Wyoming-Territoriums wurde er im Jahr 1869 zum ersten Delegierten dieses Gebiets in den US-Kongress gewählt. Dieses Mandat übte er zwischen dem 6. Dezember 1869 und dem 3. März 1871 aus. US-Repräsentantenhaus hatte er aber kein Stimmrecht, weil Wyoming noch kein offizieller Bundesstaat der Vereinigten Staaten war. Bei den Kongresswahlen des Jahres 1870 unterlag er gegen William Theopilus Jones, den Kandidaten der Republikanischen Partei. Danach ging er in Wyoming wieder seinen privaten Interessen nach, blieb aber der Politik verbunden. Noch im Jahr 1871 wurde er Mitglied und Vorsitzender des territorialen Regierungsrates. In den Jahren 1872 und 1876 war Nuckolls Delegierter auf den Democratic National Conventions. Im Juli 1872 zog er nach Salt Lake City. Dort ist Stephen Nuckolls im Jahr 1879 verstorben.
Nach ihm ist Nuckolls County in Nebraska benannt.